# Agèl
Agèl (en francès Agel) és un municipi occità del Llenguadoc al departament de l'Erau a la regió d'Occitània.

## Geografia

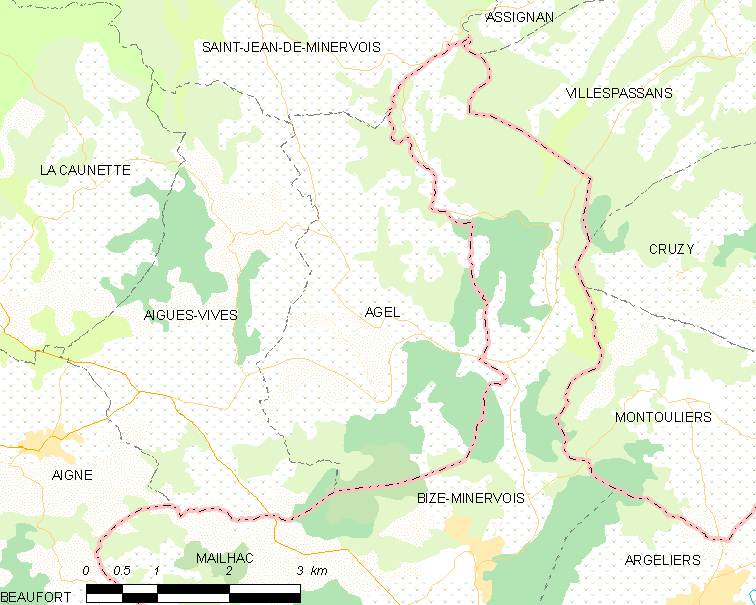
Mapa de la comuna de Agèl

## Demografia

Població 1962-2008